# Тэмми и холостяк
«Тэмми и холостяк» (англ. Tammy and the Bachelor) — фильм 1957 года, романтическая комедия, первый из четырёх фильмов о Темми. В ролях Дебби Рейнольдс в роли Тембрей «Тэмми» Тайри, Уолтер Бреннан в роли Дедушка Дайнвитте и Лесли Нильсен в роли Питера Брента. Фильм был создан по книге «Тэмми Время ушло» Сида Рикетса Самнера.

## Сюжет
Тембрей «Тэмми» Тайри (Дебби Рейнольдс) семнадцатилетняя девушка живущая со своим дедушкой в Луизиане, Джоном Дайнвитте (Уолтер Бреннан) в его плавучем доме. Она бегает босиком, мечтая о жизни за пределами болота, её единственная подруга коза Нэн.

Однажды в болоте, Тэмми обнаруживает обломки самолёта и Питера Брента (Лесли Нильсен) лежавшего возле обломков без сознания. Тэмми и её дедушка помогают вылечиться Питеру после катастрофы, Тэмми влюбляется в Питера. Однако он должен возвратиться к себе домой, Тэмми думает, если бы что-нибудь, случилось с её дедушкой, и она могла бы поехать вместе с Питером.
Несколько недель спустя, Дедушка Тэмми арестован за то, что он делал самогон.

## Герои и актёры
| Актёр           | Роль                  |
| --------------- | --------------------- |
| Дебби Рейнольдс | Тембрей «Тэмми» Тайри |
| Лесли Нильсен   | Питер Брент           |
| Уолтер Бреннан  | Дедушка Дайнвитте     |
| Мала Пауэрс     | Барбара Байссли       |
| Сидни Блэкмер   | Профессор Брент       |
| Милдред Нэтвик  | Тётя Рени             |
| Фэй Рэй         | Г-жа Брент            |
| Филипп Олбер    | Альфред Байссли       |
| Крейг Хилл      | Эрни                  |
| Луиз Биверс     | Ося, повар            |

## Награды
Джей Ливингстон и Фрэнк Скиннер были номинированы на «Оскар» в номинации «Лучшая песня» за песню «Tammy».